# Тонкеански макаки
Тонкеански макаки (Macaca tonkeana) је врста примата из породице мајмуна Старог света (Cercopithecidae). 

## Распрострањење
Индонежанско острво Сулавеси, то јест његов средишњи део, и оближња Тогианска острва, једино су познато природно станиште врсте.

## Станиште
Станиште тонкеанског макакија су шуме.

## Угроженост
Ова врста се сматра рањивом у погледу угрожености врсте од изумирања.

### Популациони тренд
Популација ове врсте се смањује, судећи по расположивим подацима.